# Anillación de Danheiser
La anillación o ciclización de Danheiser  es una reacción orgánica en donde se obtiene un trialquilsililciclopenteno en una ciclización regiocontrolada por la acción de una cetona α, β-insaturada y un trialquilsililaleno (por ejemplo, trimetilsilil o triisopropilsililoxifurano) en presencia de un ácido de Lewis.

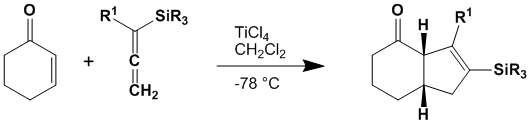
Diagrama de la Anillación de Daneiser.